# Chrystian Lima
Chrystian Lima (Nazaré da Mata, 26 de outubro de 1975) é um cantor, guitarrista, arranjador, compositor e produtor musical brasileiro, sobrinho do também músico e compositor brasileiro Michael Sullivan.

## Carreira
Chrystian Lima compôs grandes hits nacionais como “Vou Fazer Pirraça”, de Jorge & Mateus, e “Leilão”, gravada originalmente no ano de 2001 pela banda Gatinha Manhosa e posteriormente pela dupla César Menotti & Fabiano.
Com mais de 250 músicas gravadas, uma lista extensa de sucessos que inclui as bandas de forró eletrônico Calcinha Preta, Aviões do Forró, Banda Calypso, Limão com Mel, Cavaleiros do Forró, Gatinha Manhosa, Forró Anjo Azul, Magníficos, dentre outras.
Apesar de ser bastante conhecido pelos seus trabalhos no forró eletrônico, Chrystian Lima também compôs para artistas do sertanejo e do brega.

### Canção "Cobertor"
A canção "Cobertor" foi gravada originalmente no ano de 1998 pela Banda Aveloz, através do cantor Nadílson Gonçalves. Não demorou muito para a canção despertar o interesse do empresário Gilton Andrade, na época proprietário da banda Calcinha Preta. A canção acabou sendo regravada no ano 2000 pela banda sergipana através do seu sexto CD, sob a interpretação do cantor Daniel Diau. "Cobertor" recebeu, ainda, uma segunda regravação, desta vez através da banda de axé baiana, Ara Ketu, sob a interpretação do cantor Tatau.

## Projetos recentes
- Em 2016, Chrystian Lima produziu o disco do cantor Leonardo Sullivan, após um hiato de dez anos do mesmo;[6]
- Em abril de 2016, Chrystian Lima produziu o álbum de estréia da cantora Joelma em carreira solo;[7]
- No início de 2020, Chrystian Lima produziu o quinto DVD da banda Calcinha Preta, gravado na cidade de Aracaju, em comemoração aos 25 anos de história do grupo.[8]

## Discografia
- 2016: Acalma Minha Tempestade